# Новофёдоровка (Березанский район)
Новофёдоровка (укр. Новофедорівка) — село в Николаевском районе (Ранее в Березанском районе) Николаевской области Украины.
Основано в 1926 году. Население по переписи 2001 года составляло 1015 человек. Почтовый индекс — 57437. Телефонный код — 5153. Занимает площадь 4,908 км².

## Местный совет
57437, Николаевская обл., Березанский р-н, с. Новофёдоровка, ул. Гагарина, 54